# Taiki Katō
Taiki Katō (japanisch 加藤 大樹 Katō Taiki; * 14. März 1993 in der Präfektur Nara) ist ein japanischer Fußballspieler.

## Karriere
Katō erlernte das Fußballspielen in der Schulmannschaft der Rissho University Shonan High School und der Universitätsmannschaft der Biwako Seikei Sport College. Seinen ersten Vertrag unterschrieb er 2015 beim SP Kyōto FC. 2016 wechselte er zum Zweitligisten Renofa Yamaguchi FC. Für den Verein absolvierte er 52 Ligaspiele. 2018 wechselte er zum Ligakonkurrenten Zweigen Kanazawa. Für den Verein absolvierte er 78 Ligaspiele. 2020 wechselte er zum Ligakonkurrenten Montedio Yamagata. Für den Verein, der in der Präfektur Yamagata beheimatet ist, bestritt er 122 Ligaspiele. Hierbei erzielte er 21 Treffer. Ende Juli 2023 wechselte er zum ebenfalls in der zweiten Liga spielenden Zweigen Kanazawa. Am Ende der Saison 2023 belegte er mit Zweigen den letzten Tabellenplatz und musste somit den Weg in die dritte Liga antreten.